# Charax notulatus
Charax notulatus är en fiskart som beskrevs av Lucena, 1987. Charax notulatus ingår i släktet Charax och familjen Characidae. Inga underarter finns listade i Catalogue of Life.